# 韋奇爾基
50°20′32″N 32°16′26″E / 50.34222°N 32.27389°E
韋奇爾基（烏克蘭語：Вечірки），是烏克蘭的村落，位於該國中部波爾塔瓦州，由盧布尼區負責管轄，距離切爾沃內5公里，面積2.915平方公里，海拔高度128米，2001年人口370。